# Klas Cederwall
Klas Iwan Wilhelm Cederwall, född 24 december 1936 i Borås, död 2 april 2018, var en svensk väg- och vattenbyggnadsingenjör. 
Cederwall, som var son till direktör Sten Cederwall och Milanka Hultqvist, avlade studentexamen 1955, utexaminerades från Chalmers tekniska högskola 1960, blev teknologie licentiat 1963 samt teknologie doktor och docent i vattenbyggnad 1968. Han blev assistent vid Chalmers tekniska högskola 1960, universitetslektor där 1965 och professor i vattenbyggnad vid Kungliga Tekniska högskolan 1976. Han var anställd avdelningen för kraftverk, kraftregler och hamnar Allmänna Ingenjörsbyrån AB från 1963. Han invaldes som ledamot av Kungliga Ingenjörsvetenskapsakademien 1988.